# Internazionali Femminili di Tennis di Brescia
Gli Internazionali Femminili di Tennis di Brescia sono un torneo professionistico femminile di tennis giocato su campi in terra rossa. Fa parte dell'ITF Women's Circuit. Si gioca annualmente a Brescia in Italia.

## Albo d'oro

### Singolare
| Anno        | Campionessa                                          | Finalista                                            | Punteggio                                            |
| ----------- | ---------------------------------------------------- | ---------------------------------------------------- | ---------------------------------------------------- |
| ↓ ITF 25K ↓ |                                                      |                                                      |                                                      |
| 2011        | Iryna Burjačok                                       | Giulia Gatto-Monticone                               | 6(5)–7, 6–2, 6–2                                     |
| 2012        | Anna Schmiedlová                                     | Beatriz García Vidagany                              | 6–3, 6–2                                             |
| 2013        | Viktorija Golubic                                    | Anastasia Grymalska                                  | 6–4, 6–4                                             |
| 2014        | Aljaksandra Sasnovič                                 | Renata Voráčová                                      | 6–4, 6–1                                             |
| ↓ ITF 50K ↓ |                                                      |                                                      |                                                      |
| 2015        | Stephanie Vogt                                       | Andrea Gámiz                                         | 7–6(3), 6–4                                          |
| 2016        | Karin Knapp                                          | Jesika Malečková                                     | 6–1, 6–2                                             |
| ↓ ITF 60K ↓ |                                                      |                                                      |                                                      |
| 2017        | Polona Hercog                                        | Ganna Poznichirenko                                  | 6–2, 7–5                                             |
| 2018        | Kaia Kanepi                                          | Martina Trevisan                                     | 6–4, 6–3                                             |
| 2019        | Jasmine Paolini                                      | Diāna Marcinkēviča                                   | 6–2, 6–1                                             |
| 2020- 2021  | Torneo cancellato a causa della pandemia di COVID-19 | Torneo cancellato a causa della pandemia di COVID-19 | Torneo cancellato a causa della pandemia di COVID-19 |
| 2022        | Ángela Fita Boluda                                   | Despiina Papamichaīl                                 | 6–2, 6–0                                             |
| 2023        | Katarina Zavac'ka (1)                                | Julija Hatoŭka                                       | 6–4, 6–2                                             |
| 2024        | Katarina Zavac'ka (2)                                | Varvara Lepchenko                                    | 6–2, 6–3                                             |
| 2025        | Kaja Juvan                                           | Julia Grabher                                        | 7-6(1), 7-5                                          |

### Doppio
| Anno        | Campionesse                                          | Finaliste                                            | Punteggio                                            |
| ----------- | ---------------------------------------------------- | ---------------------------------------------------- | ---------------------------------------------------- |
| ↓ ITF 25K ↓ |                                                      |                                                      |                                                      |
| 2011        | Karen Castiblanco Fernanda Hermenegildo              | Evelyn Mayr Julia Mayr                               | 4–6, 6–3, [10–6]                                     |
| 2012        | Corinna Dentoni Diāna Marcinkēviča                   | Tereza Mrdeža Maša Zec Peškirič                      | 6–2, 6–1                                             |
| 2013        | Monique Adamczak Yurika Sema                         | Réka Luca Jani Irina Chromačëva                      | 6–4, 7–5                                             |
| 2014        | Sanaz Marand Florencia Molinero                      | Louisa Chirico Asia Muhammad                         | 6–4, 4–6, [10–8]                                     |
| ↓ ITF 50K ↓ |                                                      |                                                      |                                                      |
| 2015        | Laura Siegemund Renata Voráčová                      | María Irigoyen Stephanie Vogt                        | 6–2, 6–1                                             |
| 2016        | Deborah Chiesa Martina Colmegna                      | Cindy Burger Stephanie Vogt                          | 6–3, 1–6, [12–10]                                    |
| ↓ ITF 60K ↓ |                                                      |                                                      |                                                      |
| 2017        | Julia Glushko Priscilla Hon                          | Montserrat González Ilona Kramen'                    | 2–6, 7–6(4), [10–8]                                  |
| 2018        | Cristina Dinu Ganna Poznichirenko                    | Aleksandra Panova Anastasija Pribjlova               | 6–3, 7–6(6)                                          |
| 2019        | Andrea Gámiz Paula Cristina Gonçalves                | Anastasia Grymalska Giorgia Marchetti                | 6–3, 4–6, [12–10]                                    |
| 2020- 2021  | Torneo cancellato a causa della pandemia di COVID-19 | Torneo cancellato a causa della pandemia di COVID-19 | Torneo cancellato a causa della pandemia di COVID-19 |
| 2022        | Nuria Brancaccio Lisa Pigato                         | Jibek Kulambaeva Diāna Marcinkēviča                  | 6–4, 6–1                                             |
| 2023        | Mai Hontama Moyuka Uchijima                          | Alëna Fomina-Klotz Olivia Tjandramulia               | 6–1, 6–0                                             |
| 2024        | Yvonne Cavallé Reimers Aurora Zantedeschi            | Jibek Kulambaeva Ekaterina Rejngol'd                 | 3–6, 7–5, [10–6]                                     |
| 2025        | Maja Chwalińska Sinja Kraus                          | Gabriela Knutson Darja Semeņistaja                   | 6-0, 6-3                                             |